# L'Île de Tulipatan

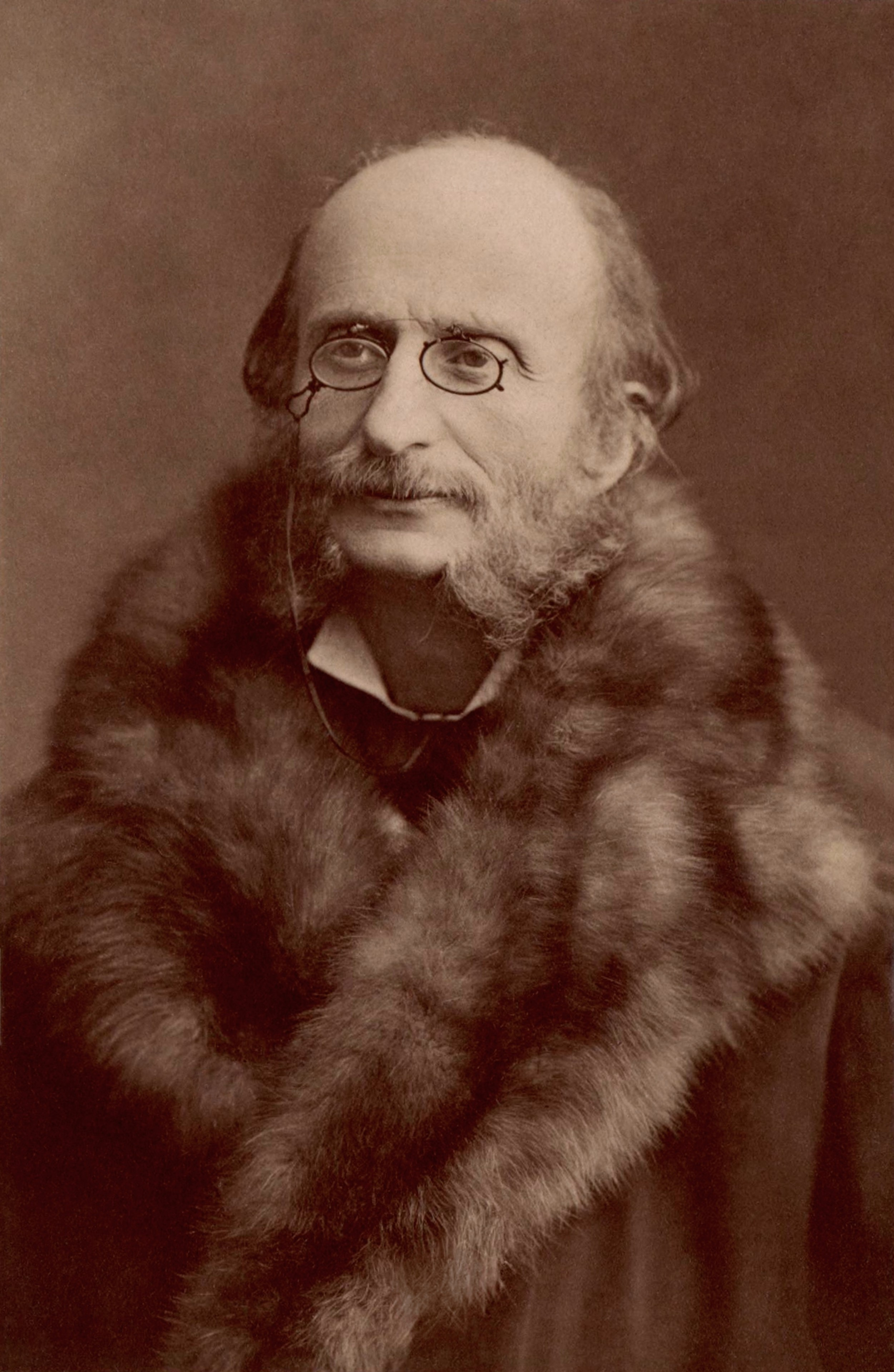
Jacques Offenbach

L'Île de Tulipatan (Tulipatanön) är en opéra bouffe i en akt med musik av Jacques Offenbach och libretto av Henri Chivot och Alfred Duru från 1868.

## Historia
Verket hade premiär på Théâtre des Bouffes-Parisiens den 30 september 1868.
På grund av dess korta speltid uppförs operetten ofta med andra enaktare.
L'Île de Tulipatan spelades regelbundet i slutet av 1800-talet och i början av 1900-talet: 1872 på Opera Comique i London under titeln Kissi-Kissi; 1886 i Melbourne i St George's Hall; 1889 på Carltheater i Wien; 1917 på Staatsoper Unter den Linden i Berlin; och 1918 på Wiener Staatsoper.

## Personer
| Roller                                                                         | Röststämma  | Premiärbesättning 30 september 1868, (Dirigent: Jacques Offenbach) |
| ------------------------------------------------------------------------------ | ----------- | ------------------------------------------------------------------ |
| Cacatois XXII, Hertig av Tulipatan                                             | tenor       | Jean-François Berthelier                                           |
| Alexis, hans son, men i själva verket hans dotter                              | sopran      | Castello                                                           |
| Romboïdal, Hertigens Hovmarskalk                                               | tenor       | Hyppolite Eugène-Marie Bonnet                                      |
| Theodorine, Romboïdals hustru                                                  | mezzosopran | Félicia Thierret                                                   |
| Hermosa, "dotter" till Romboïdal och Théodorine, men i själva verket deras son | tenor       | Victor                                                             |

## Handling
Den åttioårige Romboïdal är hovmarskalk hos Tulipatans envåldshärskare Cacatois XXII. Romboïdal klandrar sin hustru Théodorine för deras dotter Hermosas fortsatta pojkaktiga uppträdande. Hermosa gör entré genom att avlossa ett gevärsskott och hennes fader bannar henne för att hon försummar sitt syarbete och pianospel, men pojkflickan försvaras av sin moder. Romboïdal nämner hur vänlig och behagfull prins Alexis är, sonen till Cacatois. Hermosa är också förtjust i gossen. 
Cacatois med uppvaktning kommer in för att besöka Romboïdal, åtföljda av Alexis och hans pager. Alexis sörjer sin försvunna kolibri, vilket fadern hånar. Så snart som de vuxna har lämnat rummet sjunger Hermosa och Alexis en kärlekssång och Hermosa instruerar pojken hus han ska uppvakta henne, men de överraskas av Théodorine och Romboïdal just som Alexis förklarar att han endast vill gifta sig med Hermosa. Alexis begär att Romboïdal åtföljer honom till Cactois för att be om faderns tillstånd.
Théodorine avslöjar för dotter att hon är deras son - när barnet föddes rådde krig och modern var rädd att barnet skulle komma att bli soldat så hon registrerade Hermosa som flicka. Hon oroar sig hur hon ska berätta hemligheten för sin make, vilken hon har lurat i 18 år.
Romboïdal återvänder, skickar iväg hustrun på ett ärende och berättar sedan för dottern att hertig Cacatois var så angelägen att få en manlig arvinge efter tre döttrar att hans hustru och Romboïdal meddelade hertigen (som då befann sig vid fronten) att han hade fått en son - och i 18 år har Cacatois trott att han har en son. Hermosa dansar iväg till Romboïdals förvåning, som dock blir än mer förvånad när Alexis, som har avlyssnat hela samtalet, kommer in i en klänning.
Hermosa återvänder klädd som soldat. Cacatois begär att Romboïdal och Théodorine samtycket till att deras dotter gifter sig med hans son Alexis. Det förvirrade paret tvingas avslöja sanningen för hertigen alltmedan bröllopståget kommer in. Cacatois konstaterar att han ska gifta som sig och försöka få en son.

## Musiknummer
- Ouvertyr
- No. 1 – Couplets d'Hermosa – "Vive le tintamarre!"
- No. 2A – Chorus – "Vive le grand Cacatois!"
- No. 2B – Couplets du Canard – "Prince doux et fort débonnaire"
- No. 2C – Couplets du Colibri – "J'ai perdu mon ami"
- No. 3 – Duetto – Hermosa and Alexis – "J'aime tout ce qui sonne"
- No. 4 – Couplets – Duetto – Hermosa and Alexis – "Si, comme vous, j'étais un homme"
- No. 5 – Air de Théodorine – "Je vais chercher les petites cuillers"
- No. 6 – Duo – Hermosa and Romboïdal – "Tu connais ce secret terrible"
- No. 7 – Duettino – Hermosa and Alexis – "Quoi c'est vous! Oui, c'est moi"
- No. 8 – Barcarolle – Bouffe – Théodorine, Romboïdal, Cacatois and Chorus – "Dans Venezia la belle"
- No. 8b – Marche Nuptiale
- No. 9 – Couplet Final – "A la fin de la pièce"